# David Brewster
David Brewster (11 de desembre de 1781 - 10 de febrer de 1868), va ser un científic, naturalista escocès, inventor i escriptor. Va realitzar recerques en el camp de l'òptica (polarització de la llum, doble refracció, etc.). Va inventar el calidoscopi, la lupa Coddington i va perfeccionar l'estereoscopi donant lloc al conegut com a visor estereoscòpic Brewster. Les seves recerques sobre la polarització de la llum li van valer la Medalla Copley en 1815. Brewster també va ser el primer Director a la Universitat de Saint Andrews del 1837 al 1859 i més endavant va treballar com a director a la Universitat d'Edimburg del 1859 al 1868.
A més de les seves nombroses obres científiques i biografies de científics notables, Brewster també va escriure The History of Free Masonry, Drawn from Authentic Sources of Information; amb un relat de la Gran Lògia d'Escòcia, des de la seva institució el 1736 fins a l'actualitat, publicat el 1804, quan només tenia 23 anys. L'obra va ser encarregada per Alexander Lawrie, editor de la Gran Lògia d'Escòcia, a qui l'obra ha estat, sovint, mal atribuïda. Tenint en compte que el llibre porta el nom de Lawrie i no el de Brewster, això és comprensible. El llibre es va convertir en una de les obres estàndard sobre la maçoneria escocesa primerenca encara que ha estat substituïda en gran part per obres posteriors. No hi ha cap evidència que Brewster fos maçó en el moment en què va escriure el llibre, ni cap que ho sigui més tard.

## Carrera

### Treballar l'òptica
Encara que Brewster va acabar degudament els seus estudis teològics i va tenir llicència per predicar, els seus altres interessos el van distreure dels deures de la seva professió. El 1799 el seu company d'estudi Henry Brougham el va convèncer perquè estudiés la difracció de la llum. Els resultats de les seves investigacions es van comunicar de tant en tant en articles a Philosophical Transactions de Londres i altres revistes científiques. El fet que altres científics, en particular Étienne-Louis Malus i Augustin Fresnel, estiguessin realitzant les mateixes investigacions contemporàniament a França no invalida la pretensió de Brewster de descobriment independent, tot i que en un o dos casos la prioritat s'ha d'assignar a altres. Un company de classe menys conegut seu, Thomas Dick, també es va convertir en un popular escriptor astronòmic.
Els temes més importants de les seves consultes es poden enumerar sota els cinc títols següents:
1. Les lleis de la polarització de la llum per reflexió i refracció, i altres lleis quantitatives dels fenòmens;
2. El descobriment de l'estructura polaritzadora induïda per la calor i la pressió;
3. El descobriment de cristalls amb dos eixos de doble refracció, i moltes de les lleis dels seus fenòmens, inclosa la connexió entre l'estructura òptica i les formes cristal·lines;
4. Les lleis de la reflexió metàl·lica;
5. Experiments sobre l'absorció de la llum.

En aquesta línia d'investigació, la importància primordial correspon al descobriment de
1. la connexió entre l'índex de refracció i l'angle de polarització;
2. cristalls biaxials, i
3. la producció de doble refracció per escalfament irregular.

Aquests descobriments van ser reconeguts ràpidament. Ja l'any 1807 el grau de LL. D. va ser conferit a Brewster pel Marischal College, Aberdeen; el 1815 va ser escollit membre de la Royal Society de Londres, i va rebre la Medalla Copley; i el 1816 l'Institut de França li va concedir la meitat del premi de tres mil francs pels dos descobriments més importants de la ciència física fets a Europa durant els dos anys precedents. El 1821, va ser nomenat membre estranger de la Reial Acadèmia Sueca de Ciències, i el 1822 membre estranger honorari de l'Acadèmia Americana de les Arts i les Ciències.

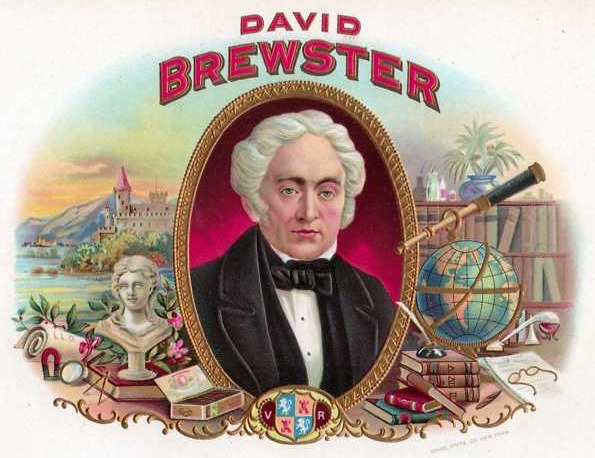
Imatge interior d'una caixa de cigars de principis de 1900 amb un retrat de Brewster.

Entre el públic no científic, la seva fama es va estendre més eficaçment per la seva invenció cap al 1815 del calidoscopi, pel qual hi havia una gran demanda tant al Regne Unit, com a França i als Estats Units. Com a reflex d'aquesta fama, el retrat de Brewster es va imprimir més tard en unes caixes de cigars. Brewster va triar el reconegut desenvolupador de lents acromàtiques Philip Carpenter com a únic fabricant del calidoscopi el 1817. Encara que Brewster va patentar el calidoscopi l'any 1817 (GB 4136), es va mostrar una còpia del prototip als òptics de Londres i es va copiar abans que la patent fos concedida. Com a conseqüència, el calidoscopi es va produir en gran nombre, però no va aportar cap benefici financer directe a Brewster. Va resultar ser un èxit massiu amb dos-cents mil calidoscopis venuts a Londres i París en només tres mesos.

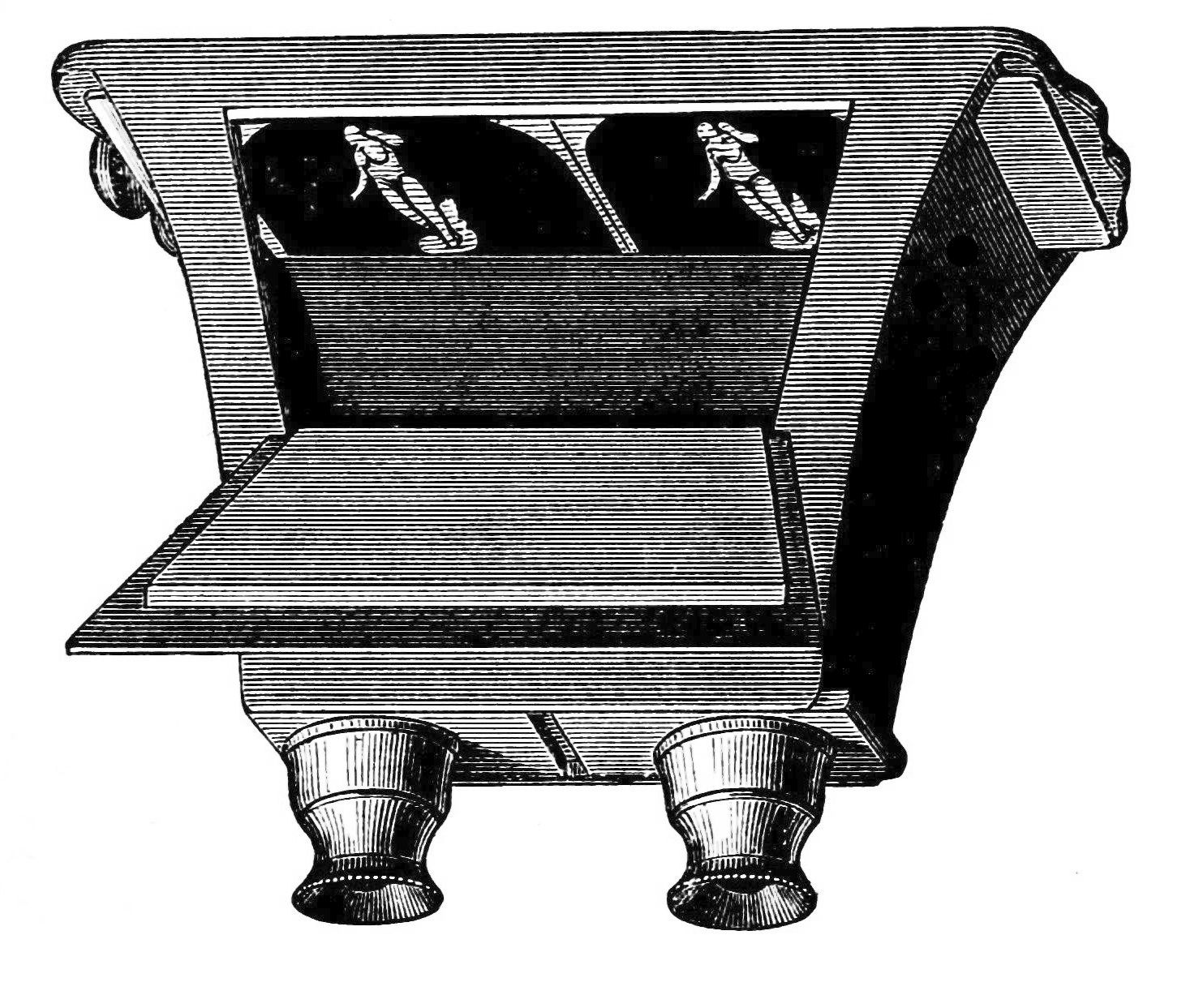
L'estereoscopi de Brewster, 1849.

Un instrument de més significació, l'estereoscopi, que, encara que de data molt posterior (1849), juntament amb el calidoscopi va fer més que qualsevol altra cosa per popularitzar el seu nom, no va ser com sovint s'ha afirmat la invenció de Brewster. Sir Charles Wheatstone va descobrir el seu principi i el va aplicar ja el 1838 a la construcció d'un instrument feixuc però eficaç, en el qual les imatges binoculars es combinaven mitjançant miralls. No obstant això, com a rival obstinat de Wheatstone, Brewster no estava disposat a acreditar-li la invenció i va proposar que el veritable autor de l'estereoscopi fos el senyor Elliot, un professor de matemàtiques d'Edimburg, que, segons Brewster, havia concebut dels principis ja el 1823 i havia construït un prototip sense lent i mirall el 1839, a través del qual es podien veure les transparències del paisatge dibuixades, ja que la fotografia encara s'havia d'inventar. La contribució personal de Brewster va ser el suggeriment d'utilitzar prismes per unir les imatges diferents; i, per tant, es pot dir que l'estereoscopi lenticular és la seva invenció.
Un resultat molt més valuós i pràctic de les investigacions òptiques de Brewster va ser la millora del sistema de fars britànics. Tot i que Fresnel, que també va tenir la satisfacció de ser el primer a posar-lo en funcionament, va perfeccionar l'aparell diòptric de manera independent, Brewster va descriure l'aparell diòptric el 1812 abans que Fresnel.

### Altres treballs

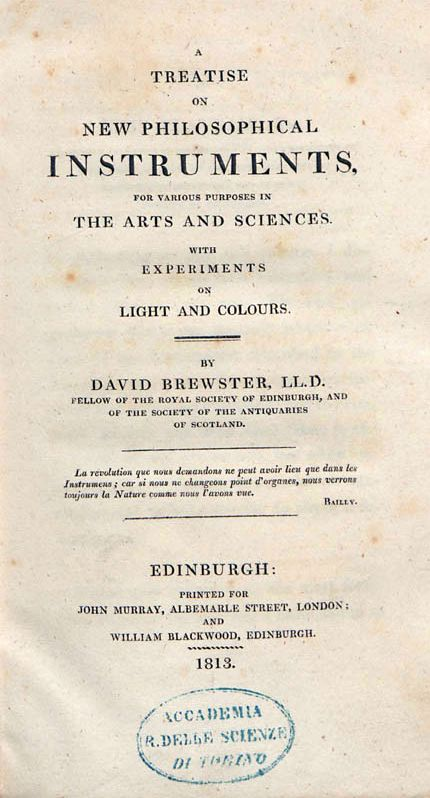
Tractat sobre nous instruments filosòfics amb finalitats diverses en les arts i les ciències, 1813

Encara que els propis descobriments de Brewster van ser importants, no van ser el seu únic servei a la ciència. Va començar a escriure el 1799 com a col·laborador habitual de la revista Edinburgh, de la qual va actuar com a editor el 1802–1803 a l'edat de vint anys. El 1807, va assumir la direcció de la recentment projectada Edinburgh Encyclopædia, de la qual la primera part va aparèixer el 1808, i l'última el 1830. El treball va ser més fort al departament científic, i molts dels seus articles més valuosos eren de la ploma de l'editor. En un període posterior va ser un dels principals col·laboradors de l’Encyclopædia Britannica (setena i vuitena edició) escrivint, entre d'altres, els articles sobre electricitat, hidrodinàmica, magnetisme, microscopi, òptica, estereoscopi i electricitat voltaica. Va ser escollit membre de l’American Antiquarian Society el 1816.
El 1819, Brewster va emprendre més treball editorial en establir, juntament amb Robert Jameson (1774–1854), l’Edinburgh Philosophical Journal, que va substituir l’Edinburgh Magazine. Els deu primers volums (1819–1824) es van publicar sota l'editorial conjunta de Brewster i Jameson, els quatre volums restants (1825–1826) van ser editats només per Jameson. Després de separar-se de Jameson, Brewster va iniciar l'Edinburgh Journal of Science el 1824, 16 volums dels quals van aparèixer sota la seva direcció durant els anys 1824–1832, amb molts articles de la seva pròpia ploma.
Va contribuir al voltant de tres-cents articles a les transaccions de diverses societats erudites, i pocs dels seus contemporanis van escriure tant per a les diverses revistes. Només a la North British Review van aparèixer setanta-cinc articles seus. A continuació es trobarà una llista de les seves obres separades més grans. Cal fer una menció especial, però, la més important de totes: la seva biografia de Sir Isaac Newton. El 1831 va publicar la Life of Sir Isaac Newton, un breu relat popular de la vida del filòsof, a Murray's Family Library, seguit d'una edició americana de 1832 a la Harper's Family Library; però no va ser fins al 1855 que va poder publicar les Memòries de la vida, escrits i descobriments de Sir Isaac Newton, molt més completes, una obra que va incorporar els resultats de més de 20 anys d'investigació de manuscrits originals i altres fonts disponibles.
La posició de Brewster com a editor el va portar a contacte freqüent amb els homes científics més eminents, i va ser, naturalment, dels primers a reconèixer el benefici que derivaria d'una comunicació regular entre aquells en el camp de la ciència. En una revisió del llibre Decline of Science in England de Charles Babbage a la Quarterly Review de John Murray, va suggerir la creació d'una associació de la nostra noblesa, clergat, noblesa i filòsofs. Això va ser assumit per diversos declinaris i es va realitzar ràpidament a l'Associació Britànica per a l'Avenç de la Ciència. La seva primera reunió es va celebrar a York el 1831; i Brewster, juntament amb Babbage i Sir John Herschel, van tenir el paper principal en la configuració de la seva constitució.
El mateix any en què l'Associació Britànica va celebrar la seva primera reunió, Brewster va rebre l'honor de cavaller i la condecoració de l'Orde Reial Güelf. El 1838, va ser nomenat director dels col·legis units de St Salvator i St Leonard, Universitat de St Andrews. El 1849, va actuar com a president de l'Associació Britànica i va ser elegit un dels vuit associats estrangers de l'Institut de França succeïnt JJ Berzelius; i deu anys més tard, va acceptar el càrrec de director de la Universitat d'Edimburg, les funcions de la qual va exercir fins als pocs mesos de la seva mort. El 1855, el govern de França el va nomenar Oficial de la Legió d'honor.
Va ser amic íntim de William Henry Fox Talbot, inventor del procés del calotip, que va enviar a Brewster els primers exemples del seu treball. Va ser Brewster qui va suggerir que Talbot només patentés el seu procés a Anglaterra, iniciant el desenvolupament de la fotografia primerenca a Escòcia i, finalment, permetent la formació de la primera societat fotogràfica del món, l’Edinburgh Calotype Club, el 1843. Brewster va ser un membre destacat del club fins a la seva dissolució a mitjans de la dècada de 1850; tanmateix, el seu interès per la fotografia va continuar, i va ser escollit el primer president de la Photographic Society of Scotland quan es va fundar el 1856.
De temperament nerviós, Brewster era una mica irritable en qüestions de controvèrsia. Era un home de caràcter molt honorable i ferventment religiós. A l'hora d'estimar el seu lloc entre els descobridors científics, el més important que cal tenir en compte és que el seu geni no era característicament matemàtic. El seu mètode era empíric, i les lleis que va establir eren generalment el resultat d'experiments repetits. A l'explicació definitiva dels fenòmens amb què va tractar no va aportar res, i cal destacar encara que no va mantenir fins al final de la seva vida la teoria corpuscular mai va adoptar explícitament la teoria ondulatòria de la llum. Pocs discutirien el veredicte de James David Forbes, editor de la vuitena edició de l'Encyclopædia Britannica: «La seva glòria científica és diferent de la de Young i Fresnel; però el descobridor de la llei de polarització dels cristalls biaxials, de l'òptica, la mineralogia, i de doble refracció per compressió, sempre ocuparà un lloc destacat en la història intel·lectual de l'època». A més dels diversos treballs de Brewster ja esmentats, es poden afegir els següents: Notes and Introduction to Carlyle's translation of Legendre's Elements of Geometry (1824); Tractat d'òptica (1831); Cartes sobre la màgia natural, adreçades a Sir Walter Scott (1832) Els màrtirs de la ciència o les vides de Galileu, Tycho Brahe i Kepler (1841); Més mons que un (1854).
En el seu Tractat va demostrar que els colors vegetals estaven relacionats amb els espectres d'absorció i va descriure per primera vegada la fluorescència vermella de la clorofil·la.

## Angle de Brewster
Va determinar l'Angle de Brewster, segons el qual en incidir un raig de llum sobre la superfície de separació de dos mitjans òptics, el raig reflectit i el refractat sofreixen una polarització màxima quan l'angle d'incidència és tal que les adreces de propagació d'aquests rajos són perpendiculars.

## Piroelectricitat
El 1824 demostrà efectes piezoelèctrics utilitzant sal de la Rochelle, decidint anomenar l'efecte piroelectricitat.

## Història de la maçoneria escocesa
A més de les seves nombroses obres científiques i biografies de científics notables, Brewster també va escriure The History of Free Masonry, Drawn from Authentic Sources of Information; amb un relat de la Gran Lògia d'Escòcia, des de la seva institució el 1736 fins a l'actualitat, publicat el 1804, quan només tenia 23 anys. L'obra va ser encarregada per Alexander Lawrie, editor de la Gran Lògia d'Escòcia, a qui l'obra ha estat, sovint, mal atribuïda. Tenint en compte que el llibre porta el nom de Lawrie i no el de Brewster, això és comprensible. El llibre es va convertir en una de les obres estàndard sobre la maçoneria escocesa primerenca encara que ha estat substituïda en gran part per obres posteriors. No hi ha cap evidència que Brewster fos maçó en el moment en què va escriure el llibre, ni cap que ho fos més tard.

### Oposició a l'evolució
Les creences cristianes de Brewster el van impulsar a respondre contra la idea de la transmutació de les espècies i la teoria de l'evolució. La seva opinió era que «la ciència i la religió han de ser una, ja que cadascuna tractava de la Veritat, que només tenia un mateix Autor». El 1845 va escriure una revisió molt crítica de l’obra evolucionista Vestiges of the Natural History of Creation, a la North British Review. que considerava un insult a la revelació cristiana i un perillós exemple de materialisme.
El 1862, va respondre a Sobre l'origen de les espècies de Darwin i va publicar l'article The Facts and Fancies of Mr Darwin a Good Words. Va afirmar que el llibre de Darwin combinava «fets interessants i fantasies ocioses» que van constituir una especulació perillosa i degradant. Va acceptar els canvis adaptatius, però es va oposar fermament a l'afirmació de Darwin sobre la forma primordial, que considerava una idea ofensiva tant per al naturalista com per al cristià.

## Família

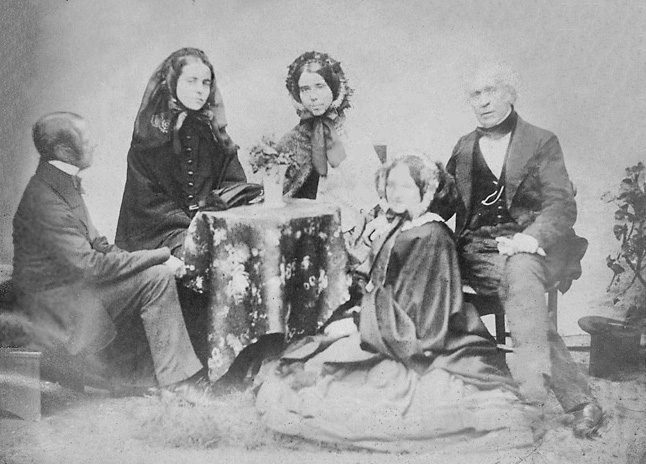
Calvert Jones, Lady Brewster (Jane Kirk Purnell), Mrs. Jones, David Brewster i Miss Parnell (assegut)

Brewster es va casar dues vegades. La seva primera esposa, Juliet Macpherson (c. 1776–1850), era filla de James Macpherson (1736–1796), un probable traductor de poemes ossians. Es van casar el 31 de juliol de 1810 a Edimburg i van tenir quatre fills i una filla:
- Jaume (1812–)
- Charles Macpherson (1813–1828), ofegat.[32]
- David Edward Brewster (17 d'agost de 1815 -) es va convertir en un oficial militar (tinent coronel) que servia a l'Índia.[32][33]
- Henry Craigie (1816–1905) es va convertir en un oficial militar i fotògraf.[32][34]
- Margaret Maria Gordon (1823–1907) va escriure un llibre sobre Brewster,[35] que es considera la descripció més completa de la seva vida.

Brewster es va casar per segona vegada a Niça, el 26 (o 27) de març de 1857, amb Jane Kirk Purnell (n. 1827), la segona filla de Thomas Purnell de Scarborough. Lady Brewster es va desmaiar en el debat sobre l'evolució d'Oxford del 30 de juny de 1860. Brewster va morir el 1868 i va ser enterrat a l'abadia de Melrose, al costat de la seva primera dona i el seu segon fill. L'edifici de física de la Universitat Heriot-Watt porta el seu nom.

## Altres publicacions

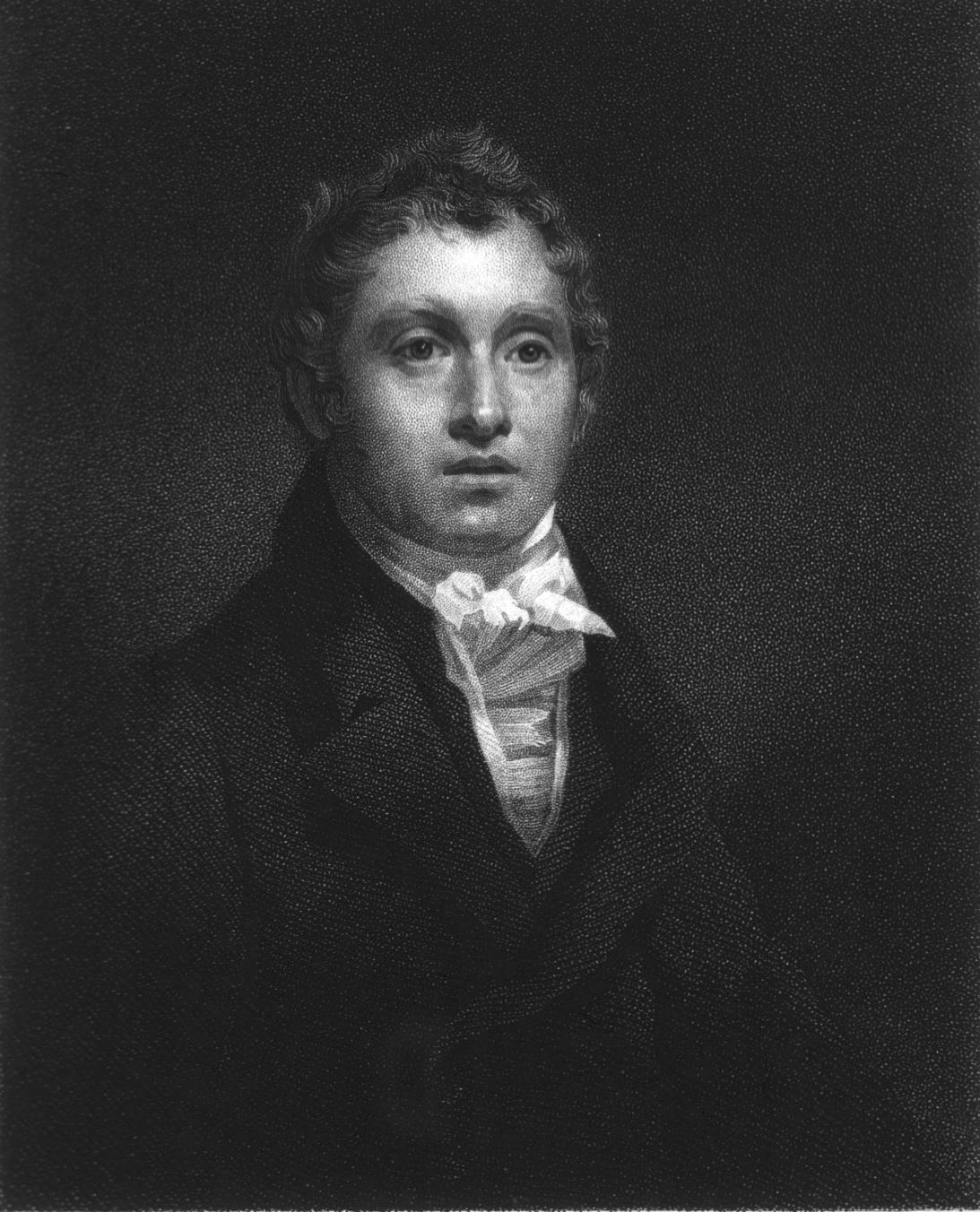
David Brewster.

- Notes and Introduction to Carlyle's translation of Legendre's Elements of Geometry. 1824
- Treatise on Optics. 1831
- Letters on Natural Magic, addressed to Sir Walter Scott. 1832
- The Martyrs of Science, or the Lives of Galileu, Tycho Brahe, and Kepler. 1841
- More Worlds than One. 1854

## Reconeixements
- El cràter lunar Brewster porta aquest nom en el seu honor.